# Scooby Doo: Upiorne igrzyska
Scooby Doo: Upiorne igrzyska (ang. Scooby-Doo! Spooky Games) – amerykański film animowany z 2012 roku zrealizowany przez wytwórnię Warner Bros. Animation, bazowany na podstawie seriali animowanych Scooby Doo. Film został stworzony z okazji zbliżających się Letnich Igrzysk Olimpijskich 2012 w Londynie w Wielkiej Brytanii.
Premiera filmu została wydana 17 lipca 2012 w Stanach Zjednoczonych na DVD. W Polsce film odbył się 15 grudnia 2013 w HBO.

## Fabuła
Scooby Doo oraz jego przyjaciele – Kudłaty, Fred, Daphne i Velma przygotowują się do najważniejszego wydarzenia, jakim jest udział w mistrzostwach świata w lekkiej atletyce. Przyjaciele z niecierpliwością oczekują na niesamowite wydarzenie, ale pojawiają się problemy. Z powodu ożycia starożytnego posągu istnieje ryzyko, że zawody w ogóle się nie odbędą. Scooby Doo i Brygada Detektywów po raz kolejny muszą rozwiązać zagadkę oraz przywrócić pomnik na miejsce.

## Obsada
- Frank Welker –
  - Scooby Doo,
  - Fred Jones
- Matthew Lillard – Kudłaty Rogers
- Mindy Cohn – Velma Dinkley
- Grey DeLisle – Daphne Blake
- Josh Keaton – Steve Looker
- Janet Montgomery – Diane
- Robin Atkin Downes – Fortius
- Troy Baker – Siergiej Płotnikow
- James Patrick Stuart –
  - Jack Riggins
  - Igor Drozdow